# Henry Drummond Wolff

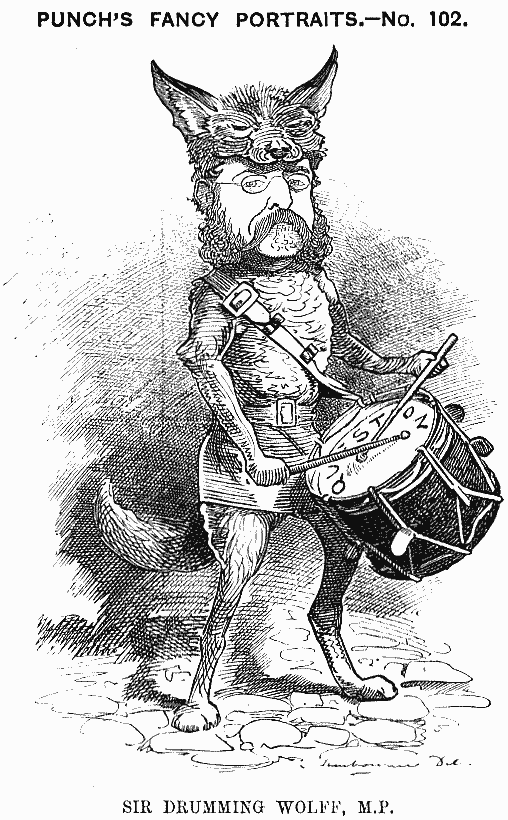
Karikatyr av Henry Drummond Wolff i Punch 1882.

Henry Drummond Wolff, född 12 oktober 1830, död 11 oktober 1908 i Brighton, var en brittisk diplomat och politiker (tory). Han var ledamot i underhuset för Christchurch 1874–1880 och för Portsmouth 1880–1885. Han blev 1888 diplomatiskt ansvarig i Teheran, 1892–1900 ambassadör i Madrid.
Han var medlem i Fjärde partiet och en av grundarna till Primrose League.